# Überfall am Indian Creek
Der Überfall am Indian Creek (engl.: The 1865 Indian Creek Raid) bezeichnet die Ermordung zweier weißer Siedler durch Indianer im texanischen Denton County, die sich im September 1865 zutrug.
Zwischen 1859 und 1875 kam es an der Nordgrenze von Texas verstärkt zu bewaffneten Übergriffen von Indianern gegen englische Siedler, die die Landnahme auf indianischem Gebiet vorangetrieben hatten. Im September 1865 überfielen im südlichen Denton County 15 Indianer auf ihren Pferden die beiden Siedler Smith und Wright. Während Wright bei dem Überfall sofort ums Leben kam, konnte Smith sich auf seinem Pferd trotz einer Pfeilverletzung nach Denton retten, um Hilfe herbeizuholen. Dort starb er dann an Wundstarrkrampf.
Seit 1983 erinnert an historischer Stelle eine Gedenktafel an den Überfall.